# La Torre (Álava)
La Torre es un despoblado que actualmente forma parte del concejo de Zambrana, que está situado en el municipio de Zambrana, en la provincia de Álava, País Vasco (España).

## Historia
Despoblado situado a medio camino entre Zambrana y Portilla, se trata de una aldea fundada en 1322 que perteneció hasta 1744 a Berantevilla pasando en esas fechas a ser una villa independiente. A mediados del siglo XV pasó a su actual ubicación por causas prácticas.